# Draczewo
Draczewo (bułg. Драчево) – wieś w Bułgarii, w obwodzie Burgas, w gminie Sredec. W 2023 roku liczyła 619 mieszkańców.